# Robert Fowler (jégkorongozó)
Robert „Rob” Fowler (Tewksbury, Massachusetts,  1965. július 7. –) amerikai profi jégkorongozó.

## Karrier
Komolyabb pályafutását a Merrimack College főiskolai csapatában kezdte 1985-ben. Két évet járt főiskolára 1987-ig. A National Hockey League-be nem draftolták, csak az akkor még létező NHL Supplemental Drafton, ami egy speciális draft volt, ahol azokat az egyetemista játékosokat választották ki, akik nem kerültek be az NHL-be. Őt az 1987-es NHL Supplemental Drafton választotta ki a Winnipeg Jets. A csapatban és az NHL-ben sosem játszott. A főiskola után az American Hockey League-ben kezdte meg felnőtt és profi karrierjét. A Moncton Hawksban 68 mérkőzésen lépett jégre. A következő két szezonban egy ligával lejjebb, az International Hockey League-ben, a Fort Wayne Kometsben játszott összesen 126 mérkőzést és mind kétszer bejutottak a rájátszásba. 1990-ben visszavonult.